# Johan Peter Koch

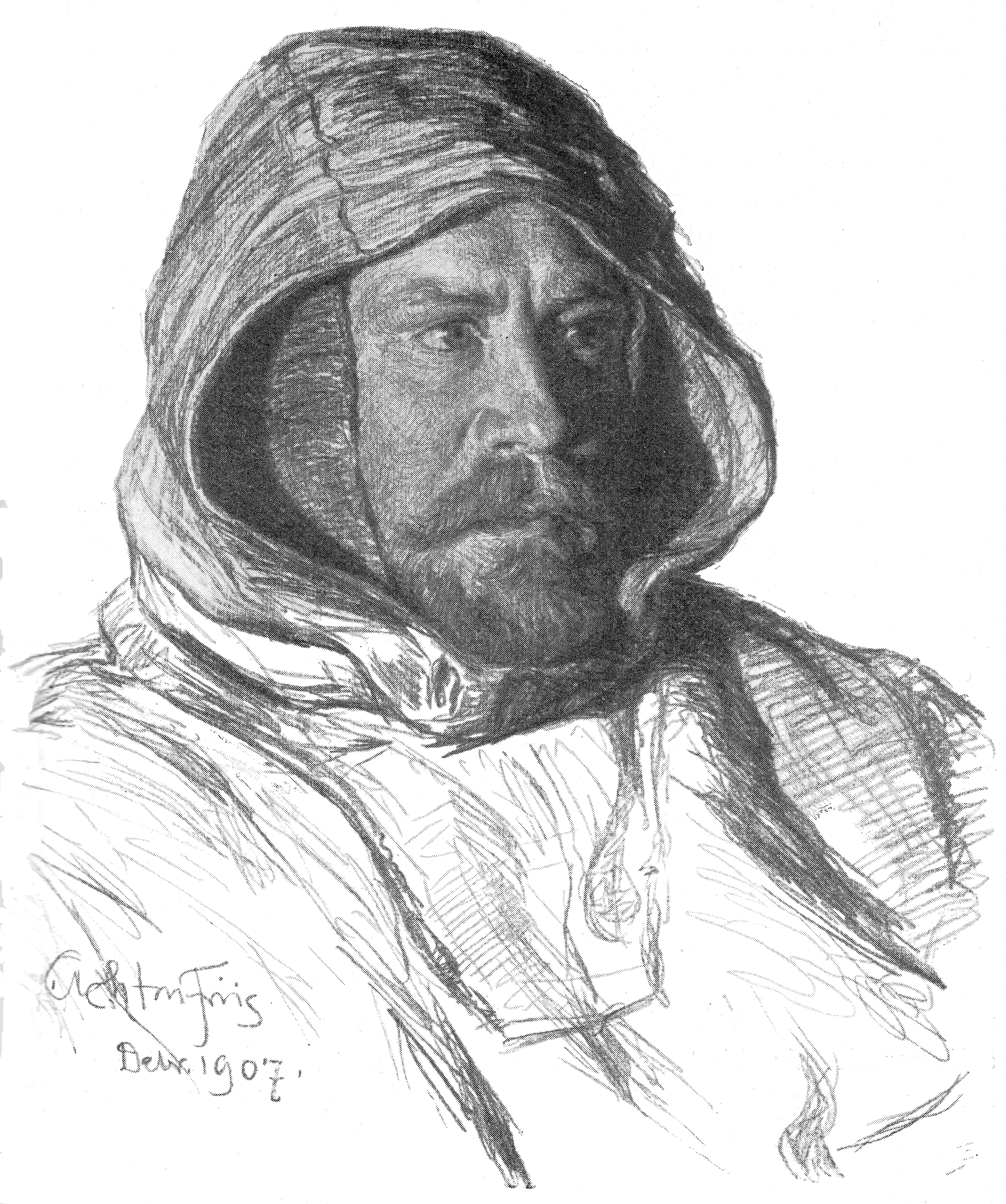
Johan Peyet Koch 1907, teckning av Achton Friis.

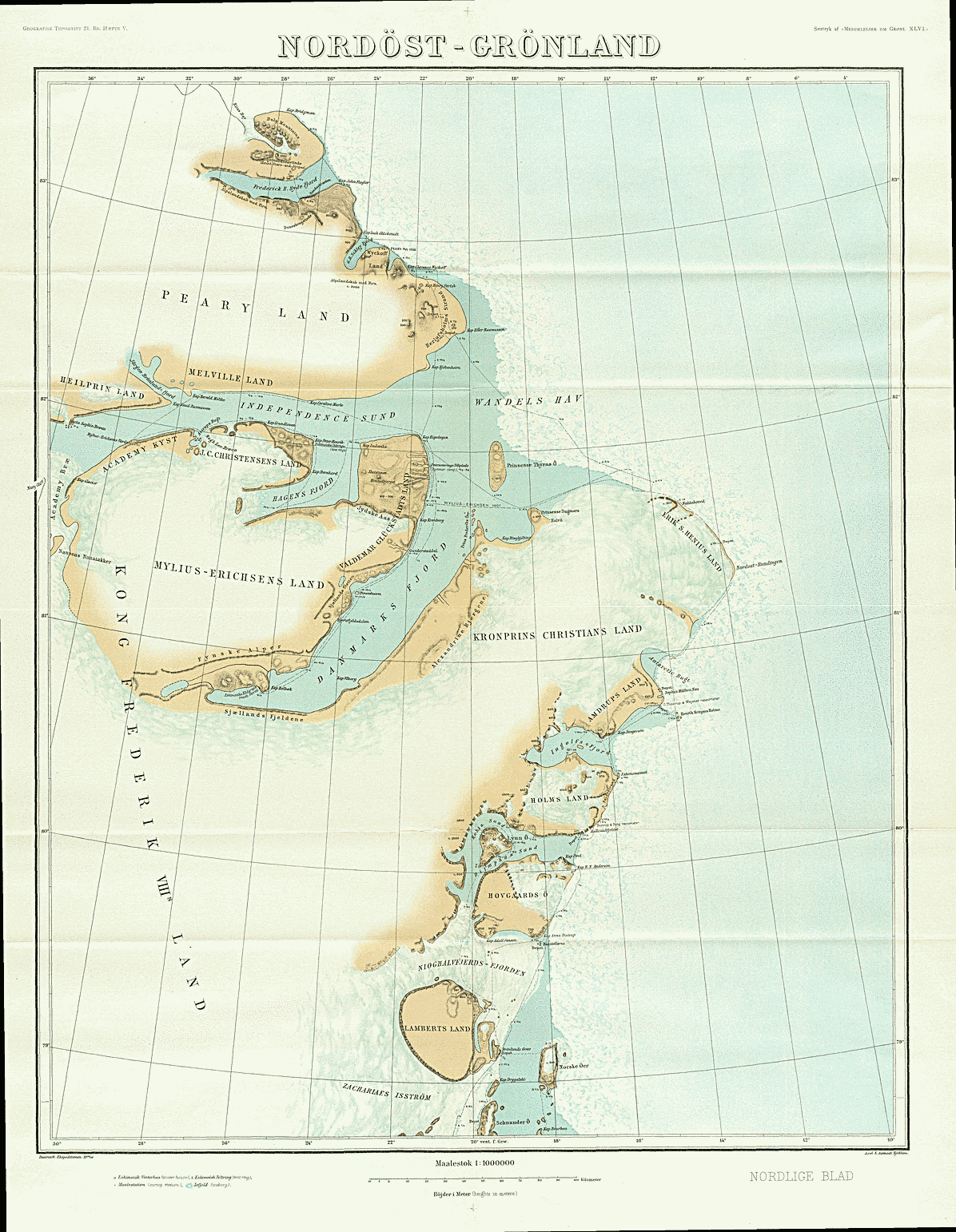
Johan Peter Kochs karta från 1911, upprättad efter Danmarksexpeditionen 1906–1908.

Johan Peter Koch, född 15 januari 1870 i Vestenskov vid Nakskov, död 13 januari 1928 i Köpenhamn, var en dansk officer, topograf och grönlandsforskare.
Johan Peter Koch blev fänrik i infanteriet 1890, löjtnant samma år, kapten 1907 och överstelöjtnant 1917. Han deltog 1900 i Carlsbergfondets expedition till Östgrönland under Georg Carl Amdrups ledning, under vilken han utarbetade ett betydande kartmaterial. Åren 1903–04 deltog han under svåra naturförhållanden i danska Generalstabens uppmätningar på Islands sydkust, och därefter som topograf och kartograf i Danmarkexpeditionen till Grönlands nordostkust 1906–08 under ledning av Ludvig Mylius-Erichsen. År 1907 företog han en slädexpedition från Danmarkshavn till Kap Bridgman i norra delen av Peary Land, och fullföljde därvid kartläggningen av Grönlands kuster. Under perioden 10–26 mars 1908 företog han tillsammans med grönländaren Tobias Gabrielsen en slädfärd för att eftersöka Mylius-Erichsen och hans kamrater, vilken gav kännedom om deras tragiska öde. 
Under Danmarkexpeditionen hade Koch kommit i kontakt med Alfred Wegener, vars banbrytande hypotes om kontinentaldriften ursprungligen grundades på Kochs uppmätningar på Grönland. Tillsammans uppgjorde de planen till en ny expedition i syfte att ingående studera Grönlands inlandsis. Efter att 1908–12 ha tjänstgjort som lärare vid arméns officersskola, fick han slutligen möjlighet, med stöd av bland annat Carlsbergfondet och danska staten, att genomföra sin sista arktiska bedrift. Åren 1912–13 företog han en vandring från Danmarkshavn tvärs över Grönland till Upernavik med övervintring på själva inlandsisen. Under denna vandring gjorde Koch en rad banbrytande iakttagelser om inlandsisens rörelser och struktur.
År 1917 erhöll Koch militärt flygcertifikat, var från samma år ledare för danska arméns flygtjänst och blev 1923 överste och chef för arméns flygkår. Han utgav skrifterna Gennem den hvide Ørken (1913) och Survey of North-East-Greenland (1917). De vetenskapliga resultaten av expeditionen 1912–13 publicerades postumt i "Meddelelser om Grønland".